# Catherine Alice Raisin
Catherine Alice Raisin   (Camden Town, 24 d'abril de 1855 - Cheltenham, 12 de juliol de 1945) va ser una de les més importants geòlogues de Gran Bretanya entre les primeres dones en aquesta disciplina. La seva recerca va ser principalment en el camp de mineralogia i petrologia microscòpica. Va ser Cap del departament de geologia al Bedford College for Women a Bedfordshire, Anglaterra durant 30 anys, i va lluitar per igualtat de les dones a l'educació. Raisin va ser la primera dona de Gran Bretanya que va tenir un càrrec acadèmic de qualsevol departament de geologia. Va ser també Cap del departament de botànica al Bedford College for Women.

## Biografia
Catherine Raisin va néixer el 24 d'abril de 1855, a Camden New Town, Londres, Anglaterra. Va ser la filla més jove i única de Daniel Francis Raisin i Sarah Catherine Woodgate. Catalina tenia tres germans significativament molt més grans que ella. Quan va néixer la seva mare tenia 45 anys i el seu pare estava treballant al Inner Temple. Raisin va ser educada a la North London Collegiate School, una escola privada per a noies a Gran Bretanya. Des de molt jove, Catherine va tenir un entusiasme per la geologia, un interès que li devia a Sir Charles Lyell. A Londres, quan tenia 18 anys, va començar a assistir a classes a la University College de Londres, on va estudiar geologia i després a la mineralogia.
El 1877, Raisin va obtenir un certificat especial en botànica, però no va poder iniciar els estudis de grau fins que es van obrir a les dones el 1878. El 1879, després de passar l'examen de Ciències Intermèdies va seleccionar geologia, botànica i zoologia. Allà va estudiar amb el professor T.G. Bonney, no obstant això, va assistir a les conferències de Thomas Huxley a la facultat reial de Mines. Va ser la primera dona a estudiar geologia al University College. El 1884, va obtenir el Grau en Ciències, amb honors tan en geologia com en zoologia, i en la primera posició com a graduada en un University College. Després de la seva graduació, va treballar de manera voluntària com a assistent d'investigació del professor T.G. Bonney amb el que havia estudiat geologia. El 1893, a l'edat de 38 anys, Raisin va ser la primera dona a rebre un premi del "Fons Lyell" de la Societat Geològica de Londres per la seva investigació sobre metamorfisme. T.G.Bonney va haver de reconèixer l'honor en el seu nom (d'ella), ja que el públic en general no permetia que les senyores anessin a les seves reunions en aquell moment. El 1898, Raisin va obtenir el grau de Doctora en ciències per la Universitat de Londres. Va ser la segona dona en aconseguir-ho en l'àmbit de la geologia.

## Carrera

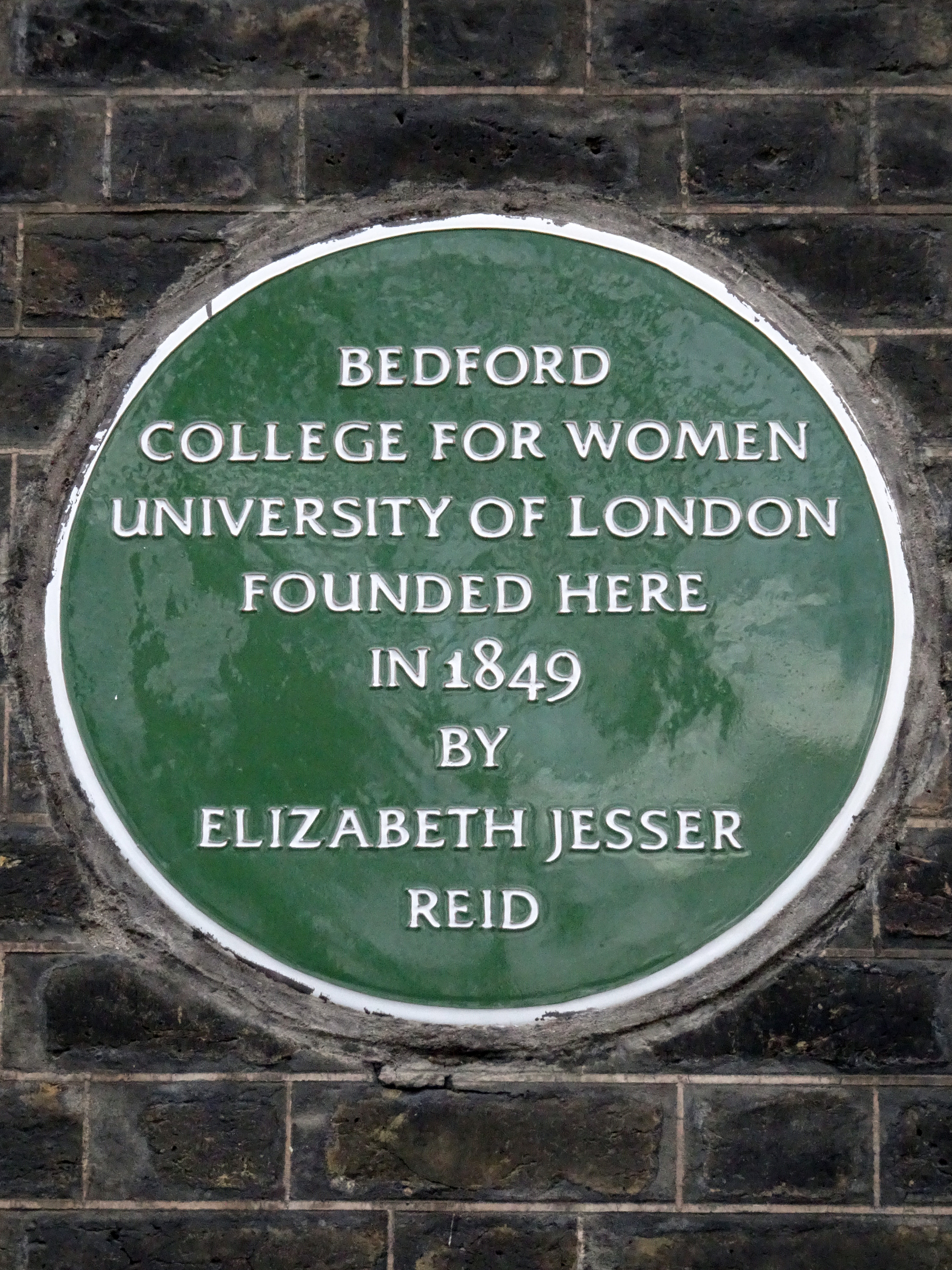
Bedford Colege per Dones placa commemorant la seva fundació el 1849

Catherine Raisin va passar tota la seva carrera acadèmica a Bedford College. Va ser la primera cap de temps complet del departament de geologia de 1890 a 1920, i va ajudar a formar un departament de geografia separat mentre encara ensenyava una gran quantitat de classes de geologia. Com a cap del departament de geologia, també va ser cap del departament de botànica de 1891 a 1908 i cap del departament de geografia de 1916 a 1920. Raisin va acceptar una oferta pel càrrec de vicedirector del col·legi el 1898, però va renunciar el 1901 a causa de la gran càrrega de treball. L'any següent, Raisin va ser elegida membre de l'University College. També va ser membre de l'Associació de Geòlegs durant 67 anys, un dels membres amb més temps de servei.
El focus principal de la investigació de Raisin va ser la petrologia i la mineralogia microscòpica, temes en què va publicar 24 articles, amb T.G. Bonney, entre 1887 i 1905. La majoria dels seus articles van ser publicats per; Quarterly Journal of the Geological Society, Geologial Magazine, i als Proceedings of the Geologists' Association. En particular, ella va estudiar chert, serpentines, i spilites.
- Es va dedicar a l'estudi de roques a el Ardennes i regió de Gal·les, analitzant l'estratigrafia de roques a l'escala de temps geològica dels períodes Cambrià i Devonià.[6]
- Va fer recerca en l'anàlisi del metamorfisme pertanyent a roques a Devon del sud, Anglaterra, que va donar loc al descobriment de dos composicions diferents de roca entre Devon del sud i les regions adjacents.[7]
- Va estudiar la microestructura i la cristal·lització del chert que es troba a Anglaterra i el Regne Unit. Raisin es va centrar en la composició microscòpica del chert utilitzant la composició com un índex fòssil per determinar si el teixit es va originar durant o després del període juràssic.
- Va fer recerca i anàlisi de la serpentinita, anteriorment serpentina a Anglesey, Gal·les.[8]

El 1887 es va llegir el seu primer treball a la Geological Society of London per T.G. Bonney, ja que les dones no tenien permís per presentar els articles en aquella època. Va ser considerada com una experta líder en fàcies metamòrfiques, que és un conjunt de clústers minerals que es van formar sota temperatures i pressions similars. També va treballar en la formació microcristal·lina de cherts en l'època juràssica i va publicar les seves troballes en el seu document conegut Proceedings of the Geologists' Association el 1903.
Raisin va esdevenir membre de la Societat Linneana de Londres el 1906 i el 1919, després que la societat canviés les seves normes per permetre a les dones, també va esdevenir membre de la Societat Geològica de Londres als 64 anys.

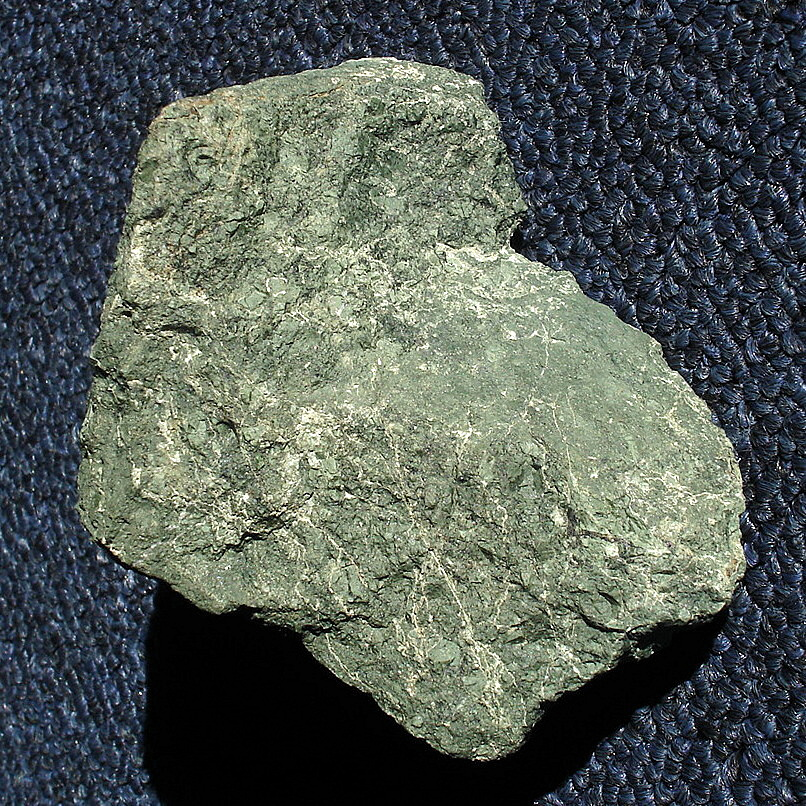
Mostra de Serpentinite de 10 a 14cm d'amplada trobada a la Golden Gate National Recreation Area.

## La igualtat de les dones
Catherine Raisin va ser un model per a la investigació, l'ensenyament i l'administració durant la darrera dècada del segle xix i les dues primeres dècades del segle xx. Al llarg de la seva vida, Catherine Raisin va tenir un paper capdavanter en el Departament de Geologia a Anglaterra. Va ser la primera dona que va estudiar geologia al University College de Londres el 1875.
Al llarg de la seva carrera, Raisin va lluitar per la igualtat en l'educació, específicament per al dret de les dones a estudiar a la universitat i esdevenir investigadores o professores. El 1808, va fundar el Club Somerville, un fòrum de debat per a les dones que anhelaven aquest tipus d'estímuls intel·lectuals però que tenien l'entrada vetada als clubs masculins majoritaris. En el seu punt àlgid el club, al 1945, va arribar a tenir més de mil sòcies; va ser la secretària d'honor i després presidenta del club. Al Bedford College, ella de vegades pagava salaris i proporcionava fons i premis per animar les estudiants. Va ser pionera a l'hora de proporcionar oportunitats per que les dones rebessin una educació superior. Després de retirar-se, va treballar novament amb grups de dones.
Va ser un testimoni del treball i la recerca que una femella podria aconseguir en una professió dominada pels homes.

## Darrers anys i mort
Catherine Alice Raisin es va retirar el 1920 quan tenia 65 anys. Ella mai es va casar, i va veure a les seves alumnes com les seves filles.
Va viure a Ashriors Nursing Home i va continuar donant suport a diversos grups de dones. Raisin va dedicar també els seus esforços a una altra causa: la de la fi del tabac. En un moviment que trigaria anys a agafar força, la geòloga es va unir a l'Associació Nacional de No Fumadors quan es va formar, el 1926, i solia recriminar-li l'hàbit a la gent que fumava en llocs públics tancats, com teatres o autobusos. En el seu testament va legar també 500 lliures a les estudiants no fumadores de Bedford College.
Catherine Raisin va morir el 13 de juliol de 1945 a l'edat de 90 anys a causa del càncer a Cheltenham, Anglaterra. Va ser enterrada el 17 de juliol de 1945.